# علمگردانی سردق
«علم گردانی» آئینی مذهبی در دهستان سردق است که در عصر روز هشتم محرم و روز تاسوعا و عاشورا برگزار می‌شود و با قدمت بسیار زیاد همچنان با همان روشهای قدیمی برگزار می‌شود که در این روز جمعیت بسیاری برای شرکت درعزاداری واین مراسم حضور پیدا می‌کنند.
برگزاری این مراسم که خود دارای سبک وسیاق خاص است
براساس رسم و سنتی که از روزگاران کهن در دهستان سردق برجای مانده‌است، در عصر روز هشتم محرم عده‌ای علم چی و بانی علم، علم‌ها را که قبلاً رخت پوشانده شده و تزیین شده‌اند از مسجدبیرون آورده و به همراه جمعی از بزرگان محل، گروهی ۱۵ الی ۳۰ نفری را تشکیل می‌دهند. آن‌ها درحالی که سینه می‌زنند و نوحه می‌خوانند و به محل حسنیه که مکان اصلی عزاداری است انتقال می‌دهند.
کسانی که نذر دارند درب خانه‌هایشان را باز می‌کنند و جلوی آن می‌ایستند و با دود کردن اسپند از گروه عزادار استقبال می‌کنند. بعضی که نذر دارند جلوی علم‌ها گوسفند قربانی می‌کنند.